# Robert Katz
Robert Katz (27 de junho de 1933 - 20 de outubro de 2010) foi um escritor, roteirista e autor de livros de não-ficção norte-americano.